# Syrian Arab Airlines
Syrian Arab Airlines (tiếng Ả Rập: مؤسسة الطيران Trữ السورية), hoạt động với tên Air Syria (tiếng Ả Rập: السورية), là hãng hàng không quốc gia của Syria. Hãng có các tuyến bay thường lệ quốc tế trên 40 điểm đến ở châu Á, châu Âu và Bắc Phi, cũng như các dịch vụ nội địa. Cơ sở chính của nó là sân bay quốc tế Damas. Air Syria có một đội tàu bay Boeing cũ và đội máy bay do Liên Xô sản xuất ngoài chiếc A320 kém bảo dưỡng. Syria Air là một hãng hàng không hai sao và đã nhận được trung bình 2.9/10 đánh giá Skytrax. Air Syria là một thành viên của hãng hàng không của Tổ chức Ả Rập và Liên minh hàng không Arabesk.
Syria Airlines được thành lập vào mùa thu năm 1946, với hai máy bay cánh quạt và bắt đầu bay giữa các thành phố Damas, Aleppo, Deir ez-Zour và Al-Qamishli. Hoạt động bắt đầu vào năm 1947. Khó khăn tài chính khiến hãng phải đình chỉ dịch vụ trong năm 1948, nhưng sau khi nhận được các hoạt động hỗ trợ của chính phủ hãng đã tiếp tục hoạt động lại vào năm 1951. Hãng đã mở rộng mạng lưới bay trong những năm tiếp theo bao gồm Beirut, Baghdad, và Jerusalem, sau đó Cairo và Kuwait sau đó là Doha. Từ tháng 6 năm 1947 hãng bắt đầu sử dụng hai chiếc Beech D-18 và ba chiếc Douglas DC-3 (C-47 Dakota). Dakota đã được mua lại từ Pan American World Airways (PAA), PAA cung cấp hỗ trợ kỹ thuật Airways Syria trong những năm đầu tiên hoạt động. Mạng lưới nội địa của hãng hàng không liên kết với Damas, Aleppo, Latakia, Kamishly và Palmyra. Syria Airways cũng điều hành một mạng lưới khu vực, với các chuyến bay đến Beirut, Baghdad, Giê-ru-sa-lem, Amman, theo sau là Cairo, Kuwait, Doha và Jeddah. Trong tháng 5 năm 1948, cuộc chiến ở Palestine và những khó khăn tài chính đã dẫn đến sự rút lui của PAA và việc đình chỉ dịch vụ cho đến khi mùa hè năm 1952. Ngày 21 tháng 12 năm 1953, một trong những máy bay của hãng hàng không Douglas đã bị rơi gần Damas làm thiệt mạng tất cả chín trên tàu. Giấy phép hoạt động của hãng hàng không đã bị hủy bỏ sau vụ tai nạn. Hãng hàng không được phép bay một lần nữa vào năm 1954. D-18 đã được trả lại cho Không quân Syria vào năm 1949, trong khi bốn Dakota bổ sung được mua lại từ năm 1952 và 1956.
Năm 1952, hãng hàng không được cung cấp 3 chiếc Douglas DC-3 và với bốn chiếc DC-4 vào năm 1954, trong khi năm 1957, nó đã nhận được bốn Douglas DC-6 trong tên của hãng hàng không United Arab.